# Glenea rubripennis
Glenea rubripennis är en skalbaggsart som beskrevs av Stefan von Breuning 1961. Glenea rubripennis ingår i släktet Glenea och familjen långhorningar. Inga underarter finns listade i Catalogue of Life.